# ジョナ・ファルコン
ジョナ・アダム・ジュリオ・カルデリ・ファルコン（Jonah Adam Julio Cardeli Falcon、1970年7月29日 - ）は、ニューヨーク市出身の、アメリカの俳優。
2000年代初頭にその「世界最大級」と呼ばれる巨大な陰茎で全米の話題をさらった。「馬人」「歩くペニス」「人間三脚」あるいは「服を着た性器」ともあだ名されている。

## 人物・来歴
ジョナ・ファルコンは、ニューヨーク市ブルックリンに生まれた。父親は2歳の時に亡くなり、母が一人でジョナを育てた。ファルコンは（証拠はないものの）自分の真の父親がジョン・ホームズだと主張している。様々な事情から、8歳から12歳までブルックリンにある情緒障害児の治療施設に入れられている。いくつかのパブリックスクールを経てブロンクス科学高等学校に入学し、1988年に同校を卒業した。
エキストラ俳優として映画などに出演し、ゲームブログ「ゲーム・ストゥージ」の編集主任も務めている。またファルコンは自分がバイセクシャルであることを公言している。

## 出演歴
フォックス放送のドラマ「メルローズ・プレイス」やNBCのシットコム「エド」、「ロー&オーダー」「ロー&オーダー:性犯罪特捜班」の複数のエピソードにエキストラとして出演している。「ザ・ソプラノズ」、「セックス・アンド・ザ・シティ」、ジェームズ・バロウズのシットコム「マディガン・メン」にも単一エピソードで出演歴がある。イギリスのテレビ番組「ヤンキー・パンキー」やあるミュージカルにも出た事がある。
映画では「ラッキー・ガール」にディーン・コクランの付添人として結婚式の場面で出演したほか、「エディー/勝利の女神」、「ビューティフル・マインド」、「デス・トゥ・スムーチー」、「グッド・シェパード」にも参加している。
マンハッタンのタイム・ワーナー・ケーブル傘下のパブリック・アクセス・チャンネルであるマンハッタン・ネイバーフッド・ネットワークで、野球をテーマにした視聴者参加型番組「ジョナ・ファルコン司会のヤンキースを語ろう」のホストも務めている。ジョナの番組はハワード・スターン・ショーのサル・ガバネイルとリチャード・クリスティから執拗にいたずら電話がかかってくる。

## 陰茎
ファルコンはHBOのドキュメンタリー「プライヴェート・ディック」（1999年）の出演がきっかけでメディアの注目を集めた。この番組は男性がヌードになって自分たちのペニスに関するインタビューを受けるという内容だった。2003年6月にもローリング・ストーン誌がファルコンを特集し、2006年1月、イギリスのテレビ局チャンネル4のドキュメンタリー「ワールド・ビッゲスト・ペニス」にも登場したほか、ハワード・スターンのラジオ番組にも出演している。2011年4月にはTLCのドキュメンタリーシリーズ「ストレンジ・セックス」の第3回（ "Size Matters & Gender Bender"）に出演した。
身長5フィート9インチ (175 cm)のファルコンのペニスは平常時の長さが9.5インチ (24 cm)であり、勃起すると体温によっては長さ13.5インチ (34 cm)に達する。その大きさゆえに、サンフランシスコ空港で米運輸保安庁（TSA）の職員から「腫れ物かなにかですか」とズボンの膨らみについて職務質問を受け、身体検査をされたこともある。道行く人に呼び止められることさえあるが、ファルコンは構わずタイトなレーサーパンツを履き、むしろ目立つようにしているという。
ファルコンは増強剤や真空ポンプなどを使ったことはなく、今の大きさは暇があればマスターベーションをしていたことと関係があるのではないかと語っている。
ファルコンのペニスは10歳のときにすでに20cm近かった。クラスメイトはユダヤ人がほとんどで、割礼を受けていないのはファルコンだけだった（ファルコンは自分の陰茎包皮でドアノブを完全に包むことができると語っている）。幼い頃から自分のペニスが他人のものより大きいということには気がついていたが、18歳前後からその巨大なペニスはファルコンの自尊心の一部になっていた。元々さえないナードであったファルコンが性の目覚めとして述懐するのは1988年の夏にトレントンで参加した野球キャンプである。練習中にチームメイトからファウルカップを着用できるかと聞かれたファルコンは、「できない」と答え羨望の眼差しで見られるようになったのである。そしてその年からファルコンは「誰とでも」ベッドを共にした。アウト・マガジンによればファルコンは29歳の時点で3,000人と経験を持っており（つまり毎日のように相手が替わった）、その中には美女も大物映画俳優もいた。ペニスを挿入する相手は男女を問わず、自分と他人の区別もなかった。1996年以降は1人のパートナーに縛られることなく「セックスを超越した」年上の女性を求めている。ファルコンは自分のセックスがいたって普通で「僕は前戯がとにかく好きなんだ」「相手が興奮したり楽しんでくれればそれで幸せ」とも語っている。
2010年3月2日、ザ・デイリー・ショーのサマンサ・ビーが、ゲストのファルコンにポルノ業界に入るよう説得したが、ファルコンは断っている。曰く「あまりに安易で…。僕がまっとうな俳優としてやっていく手がかりになるわけでもない」。デイリー・メールでも有名になったことで俳優の仕事に悪影響を与えることを心配するファルコンの言葉が伝えられている。「仕事の負担になるんじゃないかと心配してるんだ。俳優として、僕がディズニー作品で仕事ができると思いますか？」。